# باربارا کوسمال
باربارا کوسمال (لهستانی: Barbara Kosmal؛ زادهٔ ۲۶ فوریه ۱۹۷۳– ۱۵ مه ۱۹۹۳) بازیگر و مدل اهل لهستان و دختر بازیگر مشهور لهستانی باربارا بریسکا بود.
او در ۱۵ مه ۱۹۹۳، هنگام بازگشت از صحنه تصویربرداری یک فیلم کوتاه به نام «رایگان‌سواری تقلبی» از ووچ به ورشو، در یک سانحه رانندگی در بژژینه به طرز غم‌انگیزی درگذشت. راننده «فیات ۱۲۶ پی» کساوری ژووافسکی بود که کنترل خودرو را از دست داد و به‌شدت به درختی برخورد کرد که طی آن، باربارا کوسمال در دم جان باخت. علت مرگ جراحات شدید و خونریزی داخلی بود. تشییع جنازه در ۲۱ مه ۱۹۹۳ در یک قبرستان محلی در شهرک «پیری» انجام شد.
از فیلم‌هایی که وی در آن‌ها نقش داشته است، می‌توان به هلندی سرگردان اشاره نمود.